# Озеро (річка)
Озеро — річка-стариця в Україні, у Козелецькому районі Чернігівської області. Ліва притока Десни (басейн Дніпра).

## Опис
Довжина річки приблизно 8,4 км.

## Розташування
Бере початок на південному заході від Беремицького. Витікає з Десни і тече переважно на південний захід понад Євминкою. Впадає у річку Десну, ліву притоку Дніпра. 
Поруч з річкою проходить автомобільна дорога Т 1008.